# 18歲的約定
《18歲的約定》是2002年台灣的一部偶像劇，共21集。是八大電視進軍台灣偶像劇的首部作品。该剧是一部讲述师生恋的影视作品，劇情以何帆、心晨、曉彤的三角愛情故事為賣點。背景是酒吧、調酒師等的青年人成長故事。

## 演員陣容
| 角色   | 演員     | 介紹 |
| 何 帆  | 施易男   | 25岁，调酒师，学校調酒課老師，宋心晨的男友，后喜欢夏晓彤，成为晓彤的男友 在山顶开有公车酒吧，后因失去味觉而改行做送报员。 |
| 夏曉彤 | 林依晨   | 17岁，高三学生，主修美容美发。喜欢何帆，不顾一切去追求何帆，后成为何帆的女友。 片尾晓彤成为了美发师，为了寻找失踪的何帆，在十八岁那一整年在街头设理发摊。 |
| 張靜儀 | 許瑋倫   | 18岁，自称“涼子”，高三学生，有钱人家的独女，和晓彤是同班同学，也是晓彤唯一的朋友。喜欢林子奇。 曾进行援交，甚至故意喜欢高东俊，后因高东俊喜欢凉子而以此事相逼，致使凉子跳楼未遂。 后离开台湾前往日本，在片尾与林子奇成为情侣。                                            |
| 孟 翔  | 馬志翔   | 28岁，学校心理辅导老师，宋心晨的前男友，曾为医院心理医师，因病患跳楼而抛弃心晨落跑，以致心晨一直记恨孟翔。但在片尾以和好。曾救凉子一命，使其跳楼未遂。 |
| 宋心晨 | 張毓晨   | 25岁，医院护士，孟翔的前女友，与何帆青梅竹马并成为其女友。 在孟翔落跑时怀孕并流产，因而一直记恨孟翔。也因晓彤喜欢何帆而相互争执。后在与何帆结婚前决定分手，也化解了和孟翔的怨恨。                                                                                         |
| 朱可風 | 張孝全   | 18岁，高三学生，同性恋，喜欢林子奇，与晓彤和凉子是朋友，是班上的大哥大。 曾与林子奇告白，但遭拒。后因打翻何帆的公车酒吧而被罚在公车酒吧工作，在何帆无力经营公车酒吧后接手该酒吧，成为一名调酒师。                                                                         |
| 高東俊 | 劉畊宏   | 27岁，学校体育老师，后晋升为训导处主任。喜欢凉子，但凉子并不喜欢高东俊。 因与何帆同在学校进行师生恋，又为让凉子控制在自己手心，因而屡次在背后设计阴谋让何帆做不成老师，利用以前凉子援交的照片威胁凉子只能爱自己，逼得凉子不得已留书跳楼未遂。后为凉子跳楼负责而离开学校。 |
| 曾華莉 | 陳翊萱   | 26岁，学校美容美发科老师，晓彤、凉子等人的班主任。曾喜欢何帆。 |
| 林子奇 | 增山裕紀 | 18岁，高三学生，因喜歡幫小狗小貓做美容，因此選擇就讀美容美髮科。曾喜欢晓彤，遭拒后与凉子成为情侣。 后因凉子离开台湾远赴日本而在毕业后也前往日本，在晓彤19岁生日前夕回到台湾与好友相聚。                                                                                   |
| 夏美秀 | 林美秀   | 夏曉彤的母親，曾与何帆的uncle相恋，后因uncle离开而变得不再相信爱情。夏晓彤就是因为其母在18岁时所生，因此对晓彤的感情生活管教严苛，曾因发现子奇亲吻晓彤而将晓彤暴打。 |
| 阿 倫  | 單承矩   | 曾带晓彤去援交，但未遂，后查到晓彤的学校骚扰晓彤，以致被凉子和高东俊设计遭毒打。 |

## 歌曲
- 主題曲：《愛了就知道》 戴愛玲

作曲：Jong-Shin Yoon 填詞：姚若龍
- 片尾曲：《街角的祝福》 戴佩妮

作曲：戴佩妮 編曲：戴佩妮、陳達偉 填詞：戴佩妮

## 獎項
| 年度   | 大獎         | 獎項             | 入圍者           | 結果 |
| ------ | ------------ | ---------------- | ---------------- | ---- |
| 2002年 | 第37屆金鐘獎 | 戲劇節目連續劇獎 | 戲劇節目連續劇獎 | 入圍 |
| 2002年 | 第37屆金鐘獎 | 連續劇女配角獎   | 許瑋倫           | 入圍 |
| 2002年 | 第37屆金鐘獎 | 連續劇編劇獎     | 陳惠真、謝叔芳   | 入圍 |

## 外部連結
- 18歲的約定